# Puccinia crinitae
Puccinia crinitae är en svampart som beskrevs av McNabb 1962. Puccinia crinitae ingår i släktet Puccinia och familjen Pucciniaceae.   Inga underarter finns listade i Catalogue of Life.